# 1. FC Nürnberg
1. FC Nürnberg er en tysk fodboldklub hjemmehørende i Nürnberg. Klubben spiller i landets næstbedste række 2.Bundesliga.

## Historie
Klubben blev grundlagt i 1900 og vandt sit først mesterskab i 1920 og har siden vundet otte mere. Men sidste mesterskab i 1968 havde en kedelig afslutning: Sæsonen efter rykkede klubben ned (som Herfølge har gjort det i Danmark). I 1978 rykkede de op igen, blot for at rykke ud i 1979 og op igen. 1980 rykkede de op igen og forblev i Bundesligaen indtil 1994 (afbrudt af en enkelt sæson i 2. Bundesliga 1984/1985).
Siden 1994 er klubben rykket op og ned temmelig mange gange og har i dag (sammen med Arminia Bielefeld) rekorden for flest op- og nedrykninger i tysk fodbold. Den mest spektakulære nedrykning var i 1999, hvor Nürnberg satte en 5 mål bedre målscore over styr i forhold til Eintracht Frankfurt, der slog de forsvarende mestre 1. FC Kaiserslautern 5-1 samtidig med, at Nürnberg tabte 2-1 til bundholdet SC Freiburg.
Den seneste triumf for klubben er sejren i pokalfinalen 2007 over de nykårede mestre fra VfB Stuttgart. Sejrsmålet blev scoret af danske Jan Kristiansen i den forlængede spilletid.

## Resultater

### Titler
Tysk mester
- Vinder (9): 1920, 1921, 1924, 1925, 1927, 1936, 1948, 1961, 1968
- Vice-mestre (4): 1922, 1934, 1937, 1962

Tysk pokalvinder
- Vinder (4): 1935, 1939, 1962, 2007
- Sølv (2): 1940, 1982

## Nuværende førsteholdstrup
| 1  | Tyskland  | Patric Klandt (MÅ)           |
| 4  | Danmark   | Asger Sørensen (FO)          |
| 5  | Tyskland  | Johannes Geis (MI)           |
| 6  | Tyskland  | Tim Handwerker (FO)          |
| 7  | Tyskland  | Felix Lohkemper (AN)         |
| 8  | Østrig    | Nikola Dovedan (MI)          |
| 9  | Sverige   | Mikael Ishak (AN)            |
| 10 | Tyskland  | Sebastian Kerk (MI)          |
| 11 | Slovakiet | Adam Zreľák (AN)             |
| 14 | Schweiz   | Michael Frey (AN)            |
| 15 | Tyskland  | Fabian Nürnberger (FO)       |
| 16 | Slovenien | Adam Gnezda Čerin (MI)       |
| 17 | Tyskland  | Robin Hack (MI)              |
| 18 | Tyskland  | Hanno Behrens (MI) (anfører) |

| 20 | Østrig   | Lukas Jäger (MI)        |
| 21 | Tyskland | Felix Dornebusch (MÅ)   |
| 22 | Tyskland | Enrico Valentini (FO)   |
| 23 | Tyskland | Fabian Schleusener (AN) |
| 24 | Holland  | Virgil Misidjan (AN)    |
| 25 | Tyskland | Oliver Sorg (FO)        |
| 26 | Tyskland | Christian Mathenia (MÅ) |
| 28 | Tyskland | Lukas Mühl (FO)         |
| 29 | Tyskland | Patrick Erras (MI)      |
| 30 | Østrig   | Andreas Lukse (MÅ)      |
| 31 | Tjekkiet | Ondrej Petrak (MI)      |
| 33 | Østrig   | Georg Margreitter (FO)  |
| 35 | Tyskland | Alexander Fuchs (MI)    |
| 40 | Portugal | Iuri Medeiros (MI)      |
| —- | Ghana    | Kwadwo Duah (FW)        |

## Kendte spillere
- Frank Baumann
- Michael Beauchamp
- Erich Beer
- Jörg Böhme
- Mišo Brečko
- Breno
- Cacau
- Timothy Chandler
- Angelos Charisteas
- Eric Maxim Choupo-Moting
- Almog Cohen
- Hans Dorfner
- Josip Drmić
- Norbert Eder
- Tomáš Galásek
- Rúrik Gíslason
- İlkay Gündoğan
- Makoto Hasebe
- Uli Hoeness
- David Jarolím
- Rudolf Kargus
- Stefan Kießling
- Jan Koller
- Robert Kovač
- Andreas Köpke
- Zvjezdan Misimović
- Jawhar Mnari
- Max Morlock
- Gerhardt Neef
- Per Nilsson
- Håvard Nordtveit
- Andreas Ottl
- Jan Polák
- Stefan Reinartz
- Stefan Reuter
- Ivan Saenko
- Timmy Simons
- Heinz Strehl
- Alain Sutter
- Jakub Sylvestr

## Danske spillere
- Johnny Hansen (1968-1970)
- Jan Kristiansen (2006-2008)
- Lars Jacobsen (2007-2008)
- Asger Sørensen (2019-2022)